# 洪永城
洪永城（英語：Tony Hung Wing Sing，1983年12月6日—），香港男主持及演員，曾為Now寬頻電視及香港有線電視的節目主持，現為無綫電視經理人合約藝員，其妻子是梁諾妍。

## 簡歷

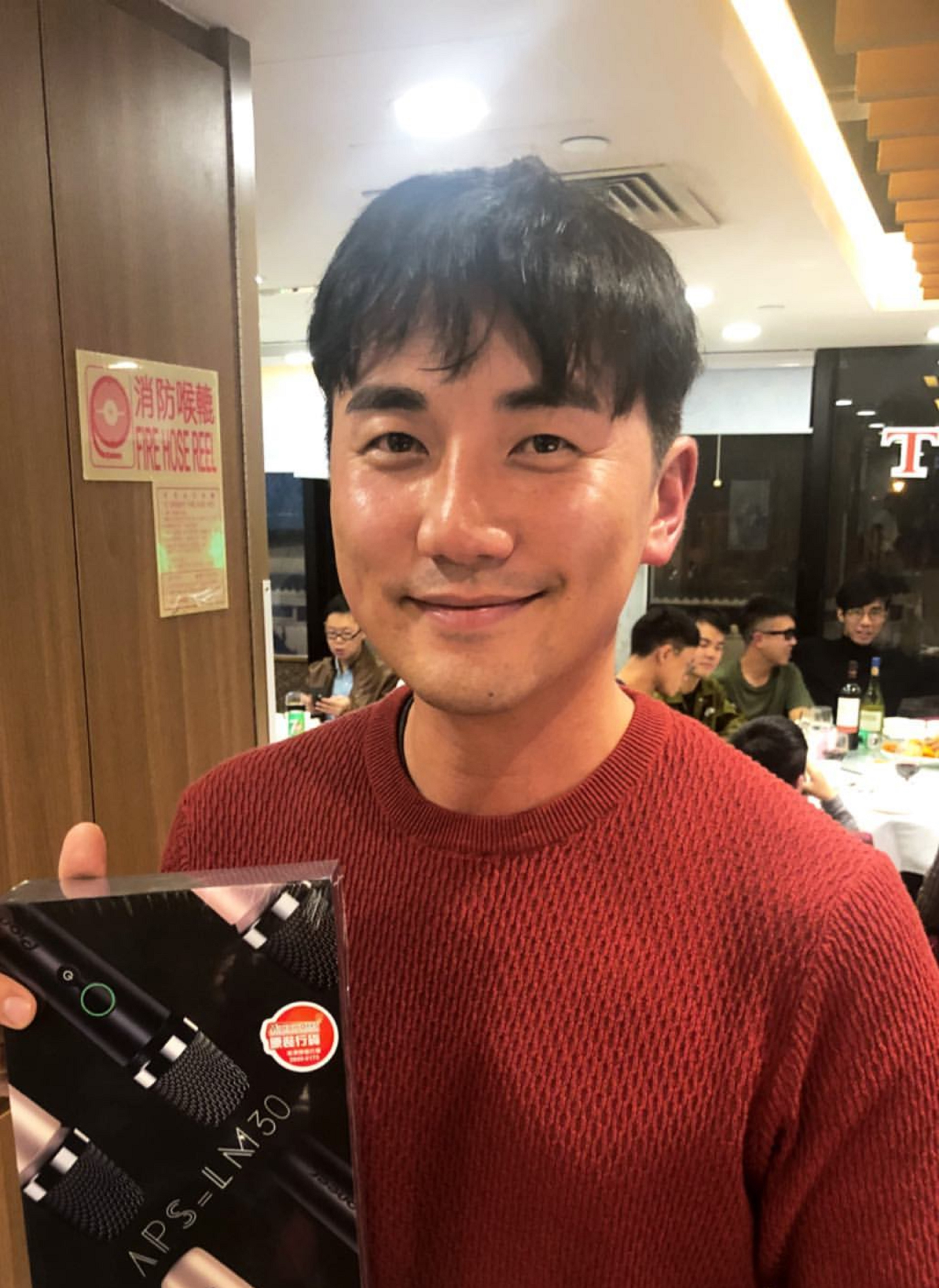
無綫電視劇集《黃金有罪》煞科宴

洪永城的母親是台灣商人，一家早年居於香港島半山區，又曾住在羅便臣道、堅道、柏道、尖沙咀和天后。他曾就讀聖類斯小學，但成績比較參差，自10歲起赴紐西蘭奧克蘭文法學校（Auckland Grammar School）留學，返港便修讀香港大學專業進修學院市場學高級文憑及海外大學市場學銜接學士課程，2005年正式畢業後加入香港有線電視，成為有線娛樂台節目《活得很滋味》旅遊主持之一。他以類似真人實境秀的手法、輕鬆鬼馬的風格主持旅遊節目而讓觀眾注意；2008年初轉向公關界發展，曾於何超瓊旗下天機公關任職，同年8月轉往Now寬頻電視，擔任《一個地球》、《食勻全中國》及《撳錢》等旅遊或互動遊戲節目主持，亦在2009年撰寫旅遊書籍《Tony秘密假期》。
2012年，洪永城獲無綫電視助理總經理（非戲劇製作）余詠珊邀請，轉投無綫電視，並有份主持2012年台慶重點旅遊節目《走過烽火大地》，於6月與6名工作人員到中東多個經歷戰爭國家，包括伊拉克、阿富汗、伊朗、格魯吉亞、車臣及東土耳其共40日拍攝外景，有別於其過往吃喝玩樂形式的旅遊節目。該節目以紀錄片形式，深入中東局勢最動蕩的5個國家25個城市及地區所拍成，雖然播出後被揭發造假 —— 沒有對應主題，但是開始令更多觀眾留意他。
2013年，洪永城首次拍攝劇集，擔任《單戀雙城》男主角之一，同時又曾被揭發感情出軌。同年，他在《萬千星輝頒獎典禮2013》中憑《走過浮華大地 亞洲篇》與黃翠如一同奪得「最佳節目主持」。2014年9月，他頂替黃浩然、陳凱琳及陳展鵬接拍《張保仔》，飾演「張保仔」一角，但曾因此謠傳跟同劇另一男主角陳展鵬不和。至2015年6月，他頂替吳卓羲辭演的接拍《實習天使》，由代女主角會與劉佩玥、吳若希、岑麗香等及後頂上，且首次擔任第一位男主角。同年憑劇集《天眼》、《陪著你走》、《張保仔》，以及電視節目《過節》、《在那遙遠的地方 － 北韓篇》在《萬千星輝頒獎典禮2015》獲得「飛躍進步男藝員」獎。另外，他近年為無綫電視監製方駿釗的常用演員。
2017年，洪永城與蔡思貝合作的劇集《味想天開》在中飾演「丁一山 ／ 湯尹祖」一角，演出備受批評。不過於2018年12月與張衛健、蔡思貝主演在劇集《大帥哥》內飾演之「馬炭」一角的演出獲網民讚賞。2019年，他參演楊千嬅主演的台慶劇《多功能老婆》，但被劇演員朱晨麗投訴拍攝此劇時自行添加親熱戲份，之後他向傳媒澄清沒有「抽水」。2021年，他首次擔任 myTV SUPER 原創劇監製，與C君及編審盧思麟合作拍攝《凶宅清潔師》。

## 感情生活
2013年，洪永城拍攝無綫電視電視劇《載得有情人》時與女主角唐詩詠因戲假情真而成為情侶，2017年5月兩人在 Instagram 正式宣布分手。2018年，他宣佈和全職模特兒兼跑步與健身教練梁諾妍交往，再於2021年6月10日透過社交網站宣佈婚訊，並在7月11日於尖沙咀K11 MUSEA香港瑰麗酒店舉行婚禮，並在當天宣佈女方懷孕4個月；同年12月19日梁諾妍在荃灣港安醫院誕下女兒洪靖嵐。

## 演出作品
*以下列表只記錄洪永城演出過的電影及劇集作品，若有遺漏，請協助補充相關資料。

### 電視劇
| 首播           | 劇名                 | 角色                           |
| 香港電台電視部 |                      |                                |
| 2010年         | 火速救兵             | 許凌峰（第一集《勇士首部曲》） |
| 無綫電視       |                      |                                |
| 2014年         | 單戀雙城             | 錢 進                          |
| 2014年         | 愛我請留言           | 張日熙                         |
| 2014年         | 載得有情人           | 饒至孝（Ivan）                 |
| 2015年         | 四個女仔三個BAR      | 鄭至孝（Terry）                |
| 2015年         | 天眼                 | 戴富龍（Terry、底褲龍）        |
| 2015年         | 陪著你走             | 洪民浩                         |
| 2015年         | 張保仔               | 張保仔                         |
| 2015年         | 實習天使             | 楊志明（Ray）                  |
| 2017年         | 味想天開             | 丁一山 ／ 湯尹祖               |
| 2017年         | 我瞞結婚了           | 歐陽梓聰（Tony）               |
| 2017年         | 使徒行者2            | 王永翔（Wing翔）               |
| 2017年         | 降魔的               | 鬼青年                         |
| 2017年         | 誇世代               | 李志永                         |
| 2018年         | 波士早晨             | 康承宇（Ryan）                 |
| 2018年         | 大帥哥               | 馬 炭                          |
| 2019年         | 鐵探                 | 邱勵進                         |
| 2019年         | 廉政行動2019         | Dave                           |
| 2019年         | 多功能老婆           | 楊宏立                         |
| 2019年         | 丫鬟大聯盟           | 裘其進                         |
| 2020年         | 黃金有罪             | 莊帶喜（囂哥）                 |
| 2020年         | 使徒行者3            | 王永翔（Wing翔）               |
| 2021年         | 陀槍師姐2021         | 張耀忠                         |
| 2022年         | 凶宅清潔師（J2首播） | 招日晨                         |
| 2022年         | 法證先鋒V            | 秦克男                         |
| 2023年         | 香港人在北京         | 徐港文（阿喱）                 |
| 2024年         | 飛常日誌             | 陳 杰                          |
| 邵氏兄弟       |                      |                                |
| 2025年         | 執法者們             | 陳少峰                         |

### 主持節目
| 首播          | 節目名                   | 備註                                                   |
| 有線電視      |                          |                                                        |
| 2005年        | 活得很滋味               | 與黃翠如、譚凱琪以及潘杰寧合作                         |
| Now TV        |                          |                                                        |
| 2009 - 2011年 | 一個地球                 | 第26 - 34集                                            |
| 2009 - 2011年 | 一個地球                 | 第41 - 44集                                            |
| 2009 - 2011年 | 一個地球                 | 第45 - 49集（與莫文蔚合作）                            |
| 2009 - 2011年 | 一個地球                 | 第53 - 55集                                            |
| 2009 - 2011年 | 一個地球                 | 第57 - 61集（與梁詠琪合作）                            |
| 2009 - 2011年 | 一個地球                 | 第70 - 74集                                            |
| 2009 - 2011年 | 一個地球                 | 第1 - 5集（101台）                                     |
| 2011年        | 食勻全中國               | 不適用                                                 |
| 2011年        | 撳錢                     | 與黃婉曼合作                                           |
| 無綫電視      |                          |                                                        |
| 2012年        | 走過烽火大地             | 不適用                                                 |
| 2013年        | 走過浮華大地             | 與黃翠如、以及湯洛雯合作                               |
| 2013年        | 走過浮華大地 － 亞洲篇   | 與黃翠如合作                                           |
| 2014年        | 走過足球聖地             | 與黃翠如合作                                           |
| 2015年        | 過節                     | 第2集「印度色彩節」                                    |
| 2015年        | 在那遙遠的地方 － 北韓篇 | 不適用                                                 |
| 2016年        | 在那遙遠的地方 － 古巴篇 | 不適用                                                 |
| 2016年        | 五個小孩的大叔           | 不適用                                                 |
| 2017年        | 退休地圖                 | 不適用                                                 |
| 2018年        | 走過森林和原野           | 與黃翠如合作                                           |
| 2019年        | 如果這樣生活             | 與朱千雪、李佳芯、張頴康、余德丞、黎諾懿以及袁文傑合作 |
| 2019年        | 出走澳洲                 | 與黃翠如合作                                           |
| 2020年        | 你還好嗎                 | 不適用                                                 |
| 2020年        | 5G改寫我們的故事         | 不適用                                                 |
| 2020年        | 再見2020 你還好嗎        | 不適用                                                 |
| 2022年        | 呢鋪開乜：開腦           | 與黃嘉雯以及涂毓麟合作                                 |
| 2022年        | 香港25個第一             | 不適用                                                 |
| 2023年        | 成人教科書               | 不適用                                                 |
| 2023年        | 阿媽唔信我去亞馬遜       | 與胡美貽、以及布樂文合作                               |
| 2024年        | 澳門25個第一             | 與宋宛穎合作                                           |

### 綜藝節目
| 首播           | 節目名                 | 備註                             |
| 香港電台電視部 |                        |                                  |
| 2010年         | 常識科                 | 空氣與燃燒（氧的發現）、教育電視 |
| 無綫電視       |                        |                                  |
| 2012年         | 瘋狂歷史補習社         | 固定演出                         |
| 2017年         | 使徒行者 臥底遊戲      | 固定演出                         |
| 2018年         | 大帥哥之四個軍官響頭炮 | 固定演出                         |
| 2020年         | 金鼠賀歲迎新春         | 固定演出                         |
| 2020年         | big big shop感謝祭     | 固定演出                         |
| 2020年         | 我和港姐有個約會       | 固定演出                         |
| 2020年         | big big動漫節          | 固定演出                         |
| 2021年         | 慈善星輝仁濟夜         | 固定演出                         |
| 2021年         | 陀槍師姐2021激爆新篇   | 固定演出                         |
| 2021年         | 好聲好戲               | 固定演出                         |
| 2022年         | J2再出世               | 固定演出                         |

### 電影
| 首映   | 電影名   | 角色     |
| 2011年 | 大藍湖   | 餐廳侍應 |
| 2012年 | 八星抱喜 | 阿 城    |

### 微電影
| 首映     | 電影名                                              | 角色   |
| 其他     |                                                     |        |
| 2011年   | 沒名沒姓（你還可愛麼）                              | 洪永城 |
| 2013年   | 孕育愛 守護愛（惠氏）                               | 丈 夫  |
| 2013年   | 成就未來（星展銀行）                                | 洪永城 |
| 2018年   | 洪永城 × 黄翠如 の 10年友誼遊「糀」園！（肌研香港） | 洪永城 |
| 無綫電視 |                                                     |        |
| 2013年   | 藍色奇蹟 Blue                                       | 醫 生  |
| 2018年   | 愛情沒有來的時候                                    | 陳書豪 |

### 獨立短片
- 2010年：《再會皇后...》

### 音樂錄像
- 2018年：戴祖儀《未開始的故事》

### 歌曲
- 2016年：《Amazing Summer》主題曲《乘風》  （页面存档备份，存于）

### 廣告
| 年份   | 產品                                                 |
| 2011年 | 黃頁電話號碼捜尋                                     |
| 2012年 | 香港迪士尼樂園「行山篇 - 灰熊山」                    |
| 2012年 | 香港迪士尼樂園「賣樓篇 - 灰熊山谷」                  |
| 2013年 | 惠氏藻油 DHA「洪永城為了 BB」                        |
| 2014年 | 惠氏「計劃懷孕」                                     |
| 2014年 | 唔好叫「夜校廁格特訓」                               |
| 2014年 | Citibank股票投資攻略                                 |
| 2014年 | Citibank 教宅男股票投資賺盡攻略                      |
| 2014年 | Citibank 帶您影遍3D世界「港鐵篇」                    |
| 2014年 | Citibank 提款卡「世界通行」                          |
| 2014年 | Citibank 24小時港股美股買賣服務                      |
| 2014年 | Citibank PremierMiles優惠                            |
| 2015年 | 惠氏藻油 DHA「防早產」                               |
| 2015年 | 我是突襲王檸茶突襲實錄                               |
| 2019年 | 亞洲萬里通「一簽兩賺：洪永城大戰人工智能 Priscilla」 |

## 書籍

### 遊記
- 2009年7月17日：《Tony 秘密假期》 ISBN 9789888026661

## 曾獲獎項與提名
| 年份   | 獎項 | 結果     |
| 2012年 | 萬千星輝頒獎典禮2012「最佳資訊節目」-《走過烽火大地》                                                      | 獲獎     |
| 2013年 | YAHOO！搜尋人氣大獎2013「搜尋人氣急升電視男藝人」                                                          | 獲獎     |
| 2013年 | TVB 馬來西亞星光薈萃頒獎典禮2013「最喜愛 TVB 節目主持」-《走過浮華大地》（與黃翠如、以及湯洛雯）           | 提名     |
| 2013年 | TVB 馬來西亞星光薈萃頒獎典禮2013「最喜愛 TVB 綜藝節目」-《走過浮華大地》                                   | 提名     |
| 2013年 | TVB 馬來西亞星光薈萃頒獎典禮2013「最喜愛 TVB 資訊節目」-《走過烽火大地》                                   | 獲獎     |
| 2013年 | 萬千星輝頒獎典禮2013「最佳資訊節目」 - 《走過浮華大地 － 亞洲篇》                                          | 獲獎     |
| 2013年 | 萬千星輝頒獎典禮2013「最佳節目主持」-《走過浮華大地 － 亞洲篇》（與黃翠如）                                | 獲獎     |
| 2014年 | TVB 馬來西亞星光薈萃頒獎典禮2014「最喜愛 TVB 電視角色（十五位）」-《單戀雙城》                             | 提名     |
| 2014年 | TVB 馬來西亞星光薈萃頒獎典禮2014「最喜愛 TVB 飛躍進步男藝員」-《單戀雙城》、《愛我請留言》、《載得有情人》 | 提名     |
| 2014年 | TVB 馬來西亞星光薈萃頒獎典禮2014「最喜愛 TVB 節目主持」-《走過足球聖地》（與黃翠如）                       | 提名     |
| 2014年 | 萬千星輝頒獎典禮2014「最佳男配角」-《單戀雙城》                                                            | 提名     |
| 2014年 | 萬千星輝頒獎典禮2014「飛躍進步男藝員」-《單戀雙城》、《愛我請留言》、《載得有情人》、《走過足球聖地》      | 提名     |
| 2014年 | 萬千星輝頒獎典禮2014「最佳資訊節目」-《走過足球聖地》                                                      | 提名     |
| 2014年 | 萬千星輝頒獎典禮2014「最佳節目主持」-《走過足球聖地》（與黃翠如）                                          | 提名     |
| 2015年 | 星和無綫電視大獎2015「我最愛 TVB 男配角」-《天眼》                                                         | 提名     |
| 2015年 | 星和無綫電視大獎2015「我最愛 TVB 電視男角色」-《張保仔》                                                   | 提名     |
| 2015年 | 星和無綫電視大獎2015「我最愛 TVB 資訊節目」-《在那遙遠的地方》                                             | 獲獎     |
| 2015年 | TVB 馬來西亞星光薈萃頒獎典禮2015「最喜愛 TVB 電視角色」-《張保仔》                                         | 提名     |
| 2015年 | TVB 馬來西亞星光薈萃頒獎典禮2015「最喜愛 TVB 男配角」-《天眼》                                             | 提名     |
| 2015年 | TVB 馬來西亞星光薈萃頒獎典禮2015「最喜愛 TVB 電視角色（十六位）」-《張保仔》                               | 獲獎     |
| 2015年 | TVB 馬來西亞星光薈萃頒獎典禮2015「最喜愛 TVB 資訊節目」-《在那遙遠的地方》                                 | 提名     |
| 2015年 | 萬千星輝頒獎典禮2015「最佳男主角」-《張保仔》                                                              | 提名     |
| 2015年 | 萬千星輝頒獎典禮2015「最受歡迎電視男角色」-《張保仔》                                                      | 提名     |
| 2015年 | 萬千星輝頒獎典禮2015「飛躍進步男藝員」                                                                     | 獲獎     |
| 2015年 | 萬千星輝頒獎典禮2015「最佳資訊節目」-《在那遙遠的地方 － 北韓篇》                                          | 提名     |
| 2015年 | 萬千星輝頒獎典禮2015「最佳節目主持」-《在那遙遠的地方 － 北韓篇》                                          | 提名     |
| 2016年 | 星和無綫電視大獎2016「我最愛 TVB 電視男角色」-《實習天使》                                                 | 提名     |
| 2016年 | 星和無綫電視大獎2016「我最愛 TVB 資訊節目」-《在那遙遠的地方 － 古巴篇》                                   | 獲獎     |
| 2016年 | 星和無綫電視大獎2016「我最愛 TVB 綜藝節目主持人」-《在那遙遠的地方 － 古巴篇》                             | 提名     |
| 2016年 | TVB 馬來西亞星光薈萃頒獎典禮2016「最喜愛 TVB 電視角色（十六位）」-《實習天使》                             | 提名     |
| 2016年 | TVB 馬來西亞星光薈萃頒獎典禮2016「最喜愛 TVB 資訊節目」-《在那遙遠的地方 － 古巴篇》、《五個小孩的大叔》   | 提名     |
| 2016年 | 萬千星輝頒獎典禮2016「最佳資訊節目」-《在那遙遠的地方 － 古巴篇》                                          | 提名     |
| 2016年 | 萬千星輝頒獎典禮2016「最佳節目主持」-《在那遙遠的地方 － 古巴篇》                                          | 提名     |
| 2017年 | 星和無綫電視大獎2017「我最愛 TVB 男主角」-《我瞞結婚了》                                                   | 提名     |
| 2017年 | 星和無綫電視大獎2017「我最愛 TVB 電視男角色」-《我瞞結婚了》                                               | 提名     |
| 2017年 | 星和無綫電視大獎2017「我最愛 TVB 資訊節目」-《退休地圖》                                                   | 獲獎     |
| 2017年 | 星和無綫電視大獎2017「我最愛 TVB 綜藝節目主持人」-《退休地圖》                                             | 提名     |
| 2017年 | 星和無綫電視大獎2017「我最愛 TVB 熒幕情侶」-《我瞞結婚了》（與黃翠如）                                     | 提名     |
| 2017年 | TVB 馬來西亞星光薈萃頒獎典禮2017「最喜愛 TVB 男主角」-《我瞞結婚了》                                       | 提名     |
| 2017年 | TVB 馬來西亞星光薈萃頒獎典禮2017「最喜愛 TVB 電視角色」-《我瞞結婚了》                                     | 提名     |
| 2017年 | TVB 馬來西亞星光薈萃頒獎典禮2017「最喜愛 TVB 資訊節目」-《退休地圖》                                       | 提名     |
| 2017年 | TVB 馬來西亞星光薈萃頒獎典禮2017「最喜愛 TVB 節目主持」-《退休地圖》                                       | 提名     |
| 2017年 | 萬千星輝頒獎典禮2017「最佳男主角」-《味想天開》                                                            | 提名     |
| 2017年 | 萬千星輝頒獎典禮2017「最受歡迎電視男角色」-《味想天開》                                                    | 提名     |
| 2017年 | 萬千星輝頒獎典禮2017「最佳非戲劇節目」-《退休地圖》                                                        | 提名     |
| 2017年 | 萬千星輝頒獎典禮2017「最佳節目主持」-《退休地圖》                                                          | 提名     |
| 2018年 | 萬千星輝頒獎典禮2018「新加坡最喜愛 TVB 男主角」-《波士早晨》                                               | 提名     |
| 2018年 | 萬千星輝頒獎典禮2018「馬來西亞最喜愛 TVB 男主角」-《波士早晨》                                             | 提名     |
| 2018年 | 萬千星輝頒獎典禮2018「最佳男主角」-《大帥哥》                                                              | 提名     |
| 2018年 | 萬千星輝頒獎典禮2018「最受歡迎電視男角色」-《大帥哥》                                                      | 提名     |
| 2018年 | 2018香港電視大獎「男主角獎（劇集）」-《大帥哥》                                                            | 提名     |
| 2018年 | 2018香港電視大獎「男主角獎（迷你劇、單元劇、特別劇、網絡劇）」-《愛情沒有來的時候》                        | 提名     |
| 2019年 | 萬千星輝頒獎典禮2019「最佳男主角」-《丫鬟大聯盟》                                                          | 提名     |
| 2019年 | 萬千星輝頒獎典禮2019「最受歡迎電視男角色」-《多功能老婆》                                                  | 提名     |
| 2019年 | 萬千星輝頒獎典禮2019「最佳男配角」-《多功能老婆》                                                          | 提名     |
| 2019年 | 萬千星輝頒獎典禮2019「最佳節目主持」-《出走澳洲》（與黃翠如）                                              | 提名     |
| 2019年 | 萬千星輝頒獎典禮2019「最受歡迎電視拍檔」-《出走澳洲》（與黃翠如）                                          | 提名     |
| 2020年 | 萬千星輝頒獎典禮2020「最佳男配角」-《黃金有罪》                                                            | 提名     |
| 2020年 | 萬千星輝頒獎典禮2020「最佳節目主持」-《你還好嗎》                                                          | 提名     |
| 2021年 | 萬千星輝頒獎典禮2021「最受歡迎電視男角色」-《陀槍師姐2021》                                                | 提名     |
| 2021年 | 萬千星輝頒獎典禮2021「最佳男配角」-《陀槍師姐2021》                                                        | 提名     |
| 2022年 | 萬千星輝頒獎典禮2022「最佳男主角」-《凶宅清潔師》                                                          | 提名     |
| 2022年 | 萬千星輝頒獎典禮2022「最受歡迎電視男角色」-《凶宅清潔師》                                                  | 最後五強 |
| 2022年 | 萬千星輝頒獎典禮2022「馬來西亞最喜愛TVB男主角」-《凶宅清潔師》                                             | 提名     |
| 2023年 | 萬千星輝頒獎典禮2023「最佳男主角」-《香港人在北京》                                                        | 提名     |

## 資料來源
1. ↑  《在那遙遠的地方》第1集
2. 1 2  . 《HKChannel》. 2014年1月22日  [2020年11月9日]. （原始内容存档于2017年5月24日）.
3. ↑  . 《東方新地》. 2019年1月14日  [2020年11月9日].[]
4. ↑  . 《東周刊》第723期 Book B 【娛樂揭秘】. 2017年7月6日  [2020年11月9日]. （原始内容存档于2020年4月7日）.
5. ↑  . 無綫電視.   [2020年11月9日]. （原始内容存档于2021年2月3日）.
6. ↑  . 《香港蘋果日報》. 2016年8月12日  [2020年11月9日]. （原始内容存档于2020年4月7日）.
7. ↑  . Google Drive.   [2020年11月9日]. （原始内容存档于2020-10-12）.
8. ↑  . Google Drive.   [2020年11月9日]. （原始内容存档于2020-10-12）.
9. ↑  . 《新浪娛樂》. 2006年4月27日  [2020-12-31]. （原始内容存档于2008-01-08）.
10. ↑  . 《東方日報》. 2011年6月24日  [2020年11月9日]. （原始内容存档于2020年4月7日）.
11. ↑  . 《太陽報》. 2010年11月15日  [2020年11月9日]. （原始内容存档于2013年10月14日）.
12. 1 2  . 《香港蘋果日報》. 2013年4月28日  [2020年11月9日]. （原始内容存档于2020年11月9日）.
13. ↑  . 《頭條日報》. 2012年11月30日  [2020年11月9日]. （原始内容存档于2013年10月15日）.
14. ↑  . 《FACE》 第286期. 2012年11月14日  [2020年11月9日]. （原始内容存档于2020年4月7日）.
15. ↑  . 《東方日報》. 2015年9月29日  [2020年11月9日]. （原始内容存档于2019年3月28日）.
16. ↑  . 《雅虎香港》. 2017年1月4日  [2020年11月9日]. （原始内容存档于2020年10月12日）.
17. ↑  . 《搜狐娛樂》. 2017年1月14日  [2020年11月9日]. （原始内容存档于2020年4月7日）.
18. ↑  . 《晴報》. 2019年1月10日  [2020年11月9日]. （原始内容存档于2020年10月12日）.
19. ↑  . 《ELLE（香港）》. 2019年1月12日  [2020年11月9日]. （原始内容存档于2019年1月13日）.
20. ↑  . 《香港01》. 2019年12月20日  [2020年11月9日]. （原始内容存档于2021年5月15日）.
21. ↑  . 《香港01》. 2019年12月21日  [2020年11月9日]. （原始内容存档于2020年3月26日）.
22. ↑  . 《東網》. 2020年3月24日  [2020年11月9日]. （原始内容存档于2020年3月25日）.
23. ↑  . 《晴報》. 2021年5月6日  [2021年7月4日]. （原始内容存档于2021年7月11日）.
24. ↑  . 《東網》. 2021年6月5日  [2021年7月4日]. （原始内容存档于2021年6月6日）.
25. ↑  . Instagram（natalietong53）. 2017年5月16日  [2020年11月9日]. （原始内容存档于2020年4月7日）.
26. ↑  . 《東方日報》. 2017年5月17日  [2020年11月9日]. （原始内容存档于2021年3月2日）.
27. ↑  . 《成報》. 2017年5月17日  [2020年11月9日]. （原始内容存档于2020年10月12日）.
28. ↑  . 《香港01》. 2017年7月24日  [2020年11月9日]. （原始内容存档于2021年8月6日）.
29. ↑  . 《明報周刊》. 2019年12月5日  [2020年11月9日]. （原始内容存档于2020年10月12日）.
30. ↑  . 《香港新浪網》. 2021年6月10日  [2021年6月10日]. （原始内容存档于2021年6月10日）.
31. ↑  . 《東網》. 2021年6月17日  [2021年6月17日]. （原始内容存档于2021年6月24日）.
32. ↑  . 《星島日報》. 2021年6月30日  [2021年7月4日]. （原始内容存档于2021年7月11日）.
33. ↑  . 《東方新地》. 2021年7月2日  [2021年7月4日].
34. ↑  . 《星洲日報》. 2021年7月11日  [2021年7月11日]. （原始内容存档于2021年7月13日）.
35. ↑  . 《東方新地》. 2021年12月23日  [2022年1月11日]. （原始内容存档于2022年1月11日）.
36. ↑  . 《頭條日報》. 2021年12月24日  [2022年1月11日]. （原始内容存档于2022年1月11日）.
37. ↑  . 香港電台.   [2021年3月14日]. （原始内容存档于2018年2月15日）.
38. ↑  TVB. . TVB Weekly. TVB.   [2023-09-30].

## 外部連結
- 洪永城的新浪微博 （繁體中文）
- 洪永城的Facebook專頁 （繁體中文）
- 洪永城的Instagram帳戶 （繁體中文）
- YouTube上的洪永城頻道
- 洪永城在香港影庫上的簡介（繁體中文）
- 洪永城的Yahoo! BLOG存檔（繁體中文）